# 5754 (année hébraïque)
5754 (hébreu : ה'תשנ"ד , abbr. : תשנ"ד) est une année hébraïque qui a commencé à la veille au soir du 16 septembre 1993 et s'est finie le 5 septembre 1994. Cette année a compté 355 jours. Ce fut une année simple dans le cycle métonique, avec un seul mois de Adar. Ce fut une année de chemitta.
En l'an 5754, l'État d'Israël a fêté ses 46 ans d'indépendance.

## Calendrier
Ce calendrier hébraïque de l'année 5754 donne les correspondances avec les dates du calendrier grégorien.
Le premier nombre dans chaque case correspond au jour du mois hébraïque. Les jours en couleurs sont des jours remarquables juifs ou israéliens.
| ◄◄ | 5754 | ►► |

## Événements
- Massacre d'Hébron (1994)
- Attentat de l'Amia

## Naissances
- Elián González
- Hussein de Jordanie (1994)

## Décès
- Howard Temin
- Baruch Goldstein
- Haïm Bar-Lev
- Yohai Ben Nun
- Menachem Mendel Schneerson
- Yeshayahou Leibowitz

5749 - 5750 - 5751 - 5752 - 5753 - 5754 - 5755 - 5756 - 5757 - 5758 - 5759